# 게이세이 지하라선
게이세이 전철 지하라 선(일본어: 京成千原線, けいせいちはらせん)은 게이세이 전철이 운영하는 철도 노선의 하나이다. 일본 지바현 지바시 주오구에 있는 지바 중앙역과 이치하라시에 있는 지하라다이 역을 잇는다.

## 노선 정보
- 노선 거리: 10.9 km
- 궤간: 1435mm (표준궤)
- 역 수: 6
- 복선 구간: 없음 (전 구간 단선)
- 전철화 구간: 모든 구간
- 전철화 방식: 직류 1500볼트
- 보안 장치: ATS

## 역사
- 1992년 4월 1일 - 지바 급행 전철(일본어: 千葉急行電鉄, ちばきゅうこうでんてつ)로서 지바 중앙 ~ 오모리다이 개통.
- 1995년 4월 1일 - 오모리다이 ~ 지하라다이 개통.
- 1998년 10월 1일 - 지바 급행 전철이 해산. 게이세이 전철이 노선을 계승.

## 역 목록
| 역 번호 | 역명       | 일어 역명 | 접속 노선                  | 역간 거리 | 누적 거리  | 소재지     | 소재지   | 소재지 |
| ------- | ---------- | --------- | -------------------------- | --------- | ---------- | ---------- | -------- | ------ |
| KS 60   | 지바추오   | 千葉中央  | 지바 선 (KS 60, 직결 운행) |           | 0.0        | 지 바 현   | 지 바 시 | 주오구 |
| KS 61   | 지바데라   | 千葉寺    |                            | 2.5       | 2.5        | 지 바 현   | 지 바 시 | 주오구 |
| KS 62   | 오모리다이 | 大森台    | 1.7                        | 4.2       |            | 지 바 현   | 지 바 시 | 주오구 |
| KS 63   | 가쿠엔마에 | 学園前    | 3.1                        | 7.3       | 미도리구   | 지 바 현   | 지 바 시 |        |
| KS 64   | 오유미노   | おゆみ野  | 1.5                        | 8.8       | 미도리구   | 지 바 현   | 지 바 시 |        |
| KS 65   | 지하라다이 | ちはら台  | 2.1                        | 10.9      | 이치하라시 | 이치하라시 |          |        |